# Cardiocondyla papuana
Cardiocondyla papuana is een mierensoort uit de onderfamilie van de Myrmicinae. De wetenschappelijke naam van de soort is voor het eerst geldig gepubliceerd in 1965 door Reiskind.